# Nowy cmentarz żydowski w Stopnicy
Nowy cmentarz żydowski w Stopnicy – kirkut społeczności żydowskiej niegdyś zamieszkującej Stopnicę. Nie wiadomo kiedy dokładnie powstał, być może miało to miejsce na początku XX wieku. Został zniszczony podczas II wojny światowej. Ma powierzchnię 1,2 ha. Zachowały się jedynie fragmenty zniszczonych nagrobków oraz resztki muru ogrodzeniowego. Cmentarz znajduje się poza miastem przy drodze do Oleśnicy.